# Anodontiglanis dahli
Anodontiglanis dahli is een straalvinnige vissensoort uit de familie van de koraalmeervallen (Plotosidae). De wetenschappelijke naam van de soort is voor het eerst geldig gepubliceerd in 1922 door Rendahl.